# Theodore Ayrault Dodge
Theodore Ayrault Dodge (* 28. Mai 1842 in Pittsfield, Massachusetts; † 26. Oktober 1909 in Paris) war ein US-amerikanischer Offizier und Militärhistoriker. Er kämpfte als Union Offizier im Amerikanischen Bürgerkrieg. Als Schriftsteller widmete er sich der Geschichte, sowohl dem Bürgerkrieg und den großen Feldherren der Antike und der europäischen Geschichte.

## Leben
Dodge erhielt eine militärische Ausbildung in Berlin und graduierte 1861 am University College London. 1861 kehrt er in die Vereinigten Staaten zurück und trat der Unionsarmee bei. Im Laufe des Bürgerkriegs stieg er in den Rang eines Brevet Oberstleutnant, verlor sein rechtes Bein in der Schlacht von Gettysburg. Er wurde 1866 aus der Armee entlassen und diente von 1864 bis 1870 beim Kriegsministerium der Vereinigten Staaten. Nach seiner Pensionierung zog er nach Paris um, wo er starb. Er ist auf dem Arlington National Cemetery begraben. Dodge heiratete zweimal: Jane Marshall Neil 1865 und Clara Isabel Bowden 1893. Letztere ist mit ihm zusammen begraben.
1908 wurde er in die American Academy of Arts and Letters gewählt.

## Schriften
- 1890–1907: History of the Art of War: Alexander, Hannibal, Caesar, Gustavus Adolphus, Napoleon (12 Bände)
- 1981: The Campaign of Chancellorsville
- 1983: Bird’s Eye View of our Civil War
- 1885: Parrocius and Penelope
- 1889: Great Captains
- 1994: Riders of Many Lands